# مونترز، ویکتوریا
مونترز، ویکتوریا (انگلیسی: Montrose, Victoria) در حومه شهر ملبورن استرالیا و در ۳۳ کیلومتری شرق مرکز این شهر قرار گرفته‌است.